# Holiša
Holiša (in ungherese Ipolygalsa) è un comune della Slovacchia facente parte del distretto di Lučenec, nella regione di Banská Bystrica.